# Maymuna bint al-Hàrith
Maymuna bint al-Hàrith (en àrab ميمونة بنت الحارث, Maymūna bint al-Ḥāriṯ) (? - Sarif, 681) fou la darrera esposa de Mahoma. Pertanyia a la tribu Hawazin i era cunyada d'Al-Abbàs. Va abandonar al seu primer marit, un thaqafita, i es va casar amb el quraixita Abu-Rukn. En morir aquest va viure a la Meca on la va conèixer Mahoma a la umra que hi va fer el 629 i per raons polítiques s'hi va casar. Llavors ella tenia 27 anys. Com que els habitants no volien que la seva estada a la ciutat s'allargués, el matrimoni es va fer a Sarif, al nord de la Meca; el seu cunyat Al-Abbàs va servir de valí. Mahoma va pagar 500 dírhams de dot. Segurament fou enterrada a Sarif.